# بلو آیلندز
بلو آیلندز (به انگلیسی: Blue Islands) یک شرکت هواپیمایی با کد یاتا SI است که در تاریخ ۱۹۹۹ میلادی تأسیس شده است. دفتر مرکزی بلو آیلندز در سن پتر پورت، گرنزی واقع شده‌است و قطب این شرکت هواپیمایی در فرودگاه گوئرنزی قرار دارد و به ۷ مقصد، پرواز انجام می‌دهد.